# STS-113
إس تي إس-113 (بالإنجليزية: STS-113)‏ الرحلة الثانية عشر بعد المائة ضمن برنامج مكوك الفضاء لوكالة ناسا، والرحلة التاسعة عشر على متن مكوك الفضاء إنديفور، انطلقت الرحلة في 23 نوفمبر 2002 من مركز كينيدي للفضاء ، وهبطت بتاريخ 7 ديسمبر في مركز كنيدي أيضاً، بعد ثلاثة عشرة يوماً و18 ساعة مكثتها الرحلة في الفضاء، الهدف من الرحلة تجميع وتمديد العمود الفقري لمحطة الفضاء الدولية، من خلال عملية سير في الفضاء وتم كذلك نقل عدد من التجهيزات من المكوك إلى المحطة، ونشر قمرين صناعيين ، وتُعد هذه البعثة رقم 16 التي يقوم بها المكوك للمحطة، وهي الرحلة الأخيرة التي سبقت كارثة تحطم مكوك كولومبيا ، بلغ عدد الرواد المشاركين في الرحلة سبعة رواد من بينهم رائد فضاء روسي.